# Макензі Фішер
Макензі Фішер (англ. Makenzie Fischer, нар. 29 березня 1997, Лагуна-Біч, Каліфорнія, США) — американська ватерполістка, олімпійська чемпіонка 2016 та 2020 років, дворазова чемпіонка світу.

## Виступи на Олімпіадах
| Олімпіада           | Дисципліна | Місце |
| ------------------- | ---------- | ----- |
| Ріо-де-Жанейро 2016 | водне поло | 1     |
| Токіо 2020          | водне поло | 1     |